# هنلو کمپ
هنلو کمپ (به انگلیسی: Henlow Camp) یک روستا در بریتانیا است که در بدفوردشر مرکزی واقع شده‌است.